# Viliam Novotný
Viliam Novotný (ur. 13 marca 1973 w Koszycach) – słowacki lekarz i polityk, poseł do Rady Narodowej.

## Życiorys
Ukończył studia na Wydziale Lekarskim Uniwersytetu Komeńskiego w Bratysławie, po czym praktykował jako lekarz neurochirurg. Był doradcą premiera rządu ds. służby zdrowia, a także posłem do sejmiku kraju koszyckiego.
W 2002 objął po raz pierwszy mandat posła do Rady Narodowej z ramienia SDKÚ. Był wiceprzewodniczącym komisji zdrowia oraz przewodniczącym stałej delegacji do Zgromadzenia Parlamentarnego OBWE. W latach 2006, 2010 i 2012 wybierany do parlamentu na kolejne kadencje jako przedstawiciel SDKÚ-DS. Był wiceprzewodniczącym tego ugrupowania, z funkcji tej zrezygnował w 2014. Został potem kolejno wiceprzewodniczącym i przewodniczącym ugrupowania ŠANCA.